# Heinrich-Lades-Halle

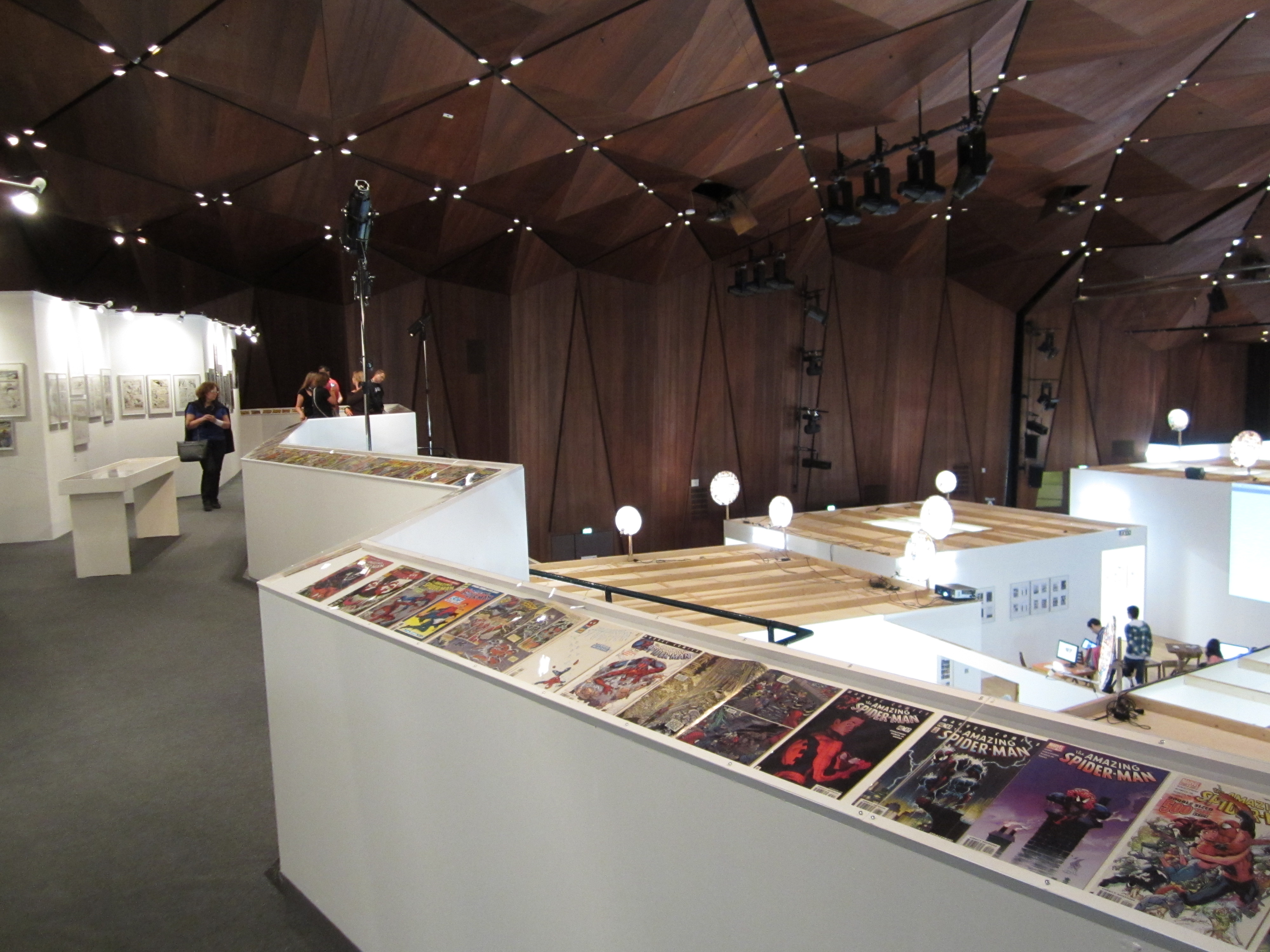
Comic-Salon Erlangen im großen Saal der Heinrich-Lades-Halle (2012)

Die Heinrich-Lades-Halle (bis 1990 Stadthalle Erlangen) ist ein Kongresszentrum in der mittelfränkischen Stadt Erlangen. Neben Tagungen finden hier regelmäßig auch Messen, Konzerte und Bälle statt.

## Lage
Die Heinrich-Lades-Halle befindet sich am Rathausplatz und grenzt unmittelbar südlich an das neue Rathaus an. Dabei ist die Ausstellungshalle des Rathauses direkt mit dem rund 1300 Quadratmeter großen Foyer des Kongresszentrum verbunden. Die Heinrich-Lades-Halle ist somit Teil des kommunalen und ökonomischen Zentrums „Neuer Markt“ südlich der historischen Altstadt. Das Kongresszentrum ist durch mehrere Buslinien des Stadt- und Regionalverkehrs (Haltestelle „Neuer Markt“) erschlossen. Auch der Bahnhof Erlangen ist nur rund zehn Gehminuten entfernt.

## Geschichte
Die damals sogenannte Stadthalle wurde in den Jahren 1969 bis 1971 als Teil des Verwaltungs- und Geschäftszentrums „Neuer Markt“ nach den Plänen des Nürnberger Architekten Harald Loebermann erbaut, der auch maßgeblich an der Ausführung der Meistersingerhalle mitwirkte. Durch einen Stadtratsbeschluss vom 26. September 1990 wurde die Stadthalle nach dem wenige Wochen zuvor verstorbenen Oberbürgermeister Heinrich Lades benannt, in dessen Amtszeit die Planungs- und Bauphase des Kongresszentrum fiel. Seit 1994 bewirtschaftet die Erlanger Kongress- und Veranstaltungsservice GmbH (EKV), heute Erlanger Kongress und Marketing GmbH (EKM), die Heinrich-Lades-Halle.

## Beschreibung
Während der beinahe schmucklose Außenbau durch überwiegend gerade Linienführung und die Verwendung von Sichtbeton geprägt wird, sind im Innenraum überwiegend spitze und kantige Formen sowie ein weitgehender Verzicht auf rechte Winkel charaktisierend.
Das Foyer der Heinrich-Lades-Halle ist rund 1300 Quadratmeter groß, die Garderobe umfasst rund 450 Quadratmeter. Von dort aus gelangt man ebenerdig in den großen Saal, der neben Tagungen und Vorträgen auch häufig für Konzerte und Bälle genutzt wird. Dieser umfasst rund 1100 Quadratmeter, eine 200 Quadratmeter große, dreieckig auskragende Empore mit polygonal gebrochenen Säulen und eine ebenso große Bühne. Bei Reihenbestuhlung fasst dieser Saal 1250 Personen, davon 265 auf der Empore. Die Wände und die Decke des großen Saales sind mit peruanischem Nussbaumholz verkleidet. Dieses mildert das kantige Erscheinungsbild der gefalteten Decke etwas und sorgt für eine hervorragende Akustik. Aus diesem Grund löste die Heinrich-Lades-Halle den Redoutensaal als wichtigste Konzertstätte in Erlangen ab.
Daneben gibt es noch einen kleinen Saal mit 270 Sitzplätzen bei Reihenbestuhlung. Dieser ist ebenfalls vollständig mit Holz ausgekleidet und in seiner Gestaltung etwas zurückhaltender; dennoch wird beinahe gänzlich auf rechte Winkel verzichtet. Dieser Saal besitzt ebenfalls ein kleines, rund 300 Quadratmeter großes Foyer und eine eigene, 110 Quadratmeter große Garderobe. Da er zusätzlich über einen eigenen Eingang verfügt, kann er unabhängig vom großen Saal genutzt werden. Außerdem sind in der Heinrich-Lades-Halle acht einfach und funktional gestaltete Konferenzräume untergebracht. Diese sind zwischen 34 und 120 Quadratmeter groß.